# Domingo Valls
Domingo Valls  (Tortosa, siglo XIV-c.1409), fue un pintor tortosino, activo durante la segunda mitad del siglo XIV y los primeros años del XV. Los documentos conocidos mencionan diversos de sus trabajos entre 1366 y 1402, tanto en la ciudad catalana del Ebro como en la villa valenciana de Albocácer, donde pintó un retablo de los santos juanes. Por esta razón, la historiografía de la primera mitad del siglo XX lo identificó con Pere Lembrí y/o el Maestro de Albocácer, autor de un gran catálogo de obra conservada en museos de todo el mundo. Sin embargo, desde la década de 1980 la mayor parte de la bibliografía está de acuerdo en que esta identificación es errónea, aunque el problema historiográfico que supone esta figura no está resuelto. Probablemente vivió hasta 1409, año en que consta que el ayuntamiento de Tortosa dio limosna a un hombre con ese nombre.